# Eustathes mindanaonis
Eustathes mindanaonis är en skalbaggsart som beskrevs av Antonio Vives 2009. Eustathes mindanaonis ingår i släktet Eustathes och familjen långhorningar.
Artens utbredningsområde är Filippinerna. Inga underarter finns listade i Catalogue of Life.